# Nilaparvata wolcotti
Nilaparvata wolcotti är en insektsart som beskrevs av Frederick Arthur Godfrey Muir och Giffard 1924. Nilaparvata wolcotti ingår i släktet Nilaparvata och familjen sporrstritar. Inga underarter finns listade i Catalogue of Life.